# Fentanil
Fentanilul este un analgezic opioid sintetic utilizat ca anestezic general și în tratamentul durerilor cronice și severe. Este eliberat doar pe bază de rețetă specială pentru substanțe narcotice. Este utilizat ilicit ca drog, adesea în asociere cu heroină sau cocaină. Este un analgezic opioid puternic cu instalare rapidă a efectului și durată scurtă de acțiune. La o doză de 100 micrograme/μg (2 ml), efectul analgezic este aproximativ echivalent cu 10 mg de morfină sau 75 mg de petidină.
Fentanil este prezent sub formă de soluție injectabilă și de plasturi transdermici. Sistemele transdermice utilizate în tratamentul durerii din cancer se află pe lista medicamentelor esențiale ale Organizației Mondiale a Sănătății, pe care sunt trecute medicamentele esențiale care nu ar trebui să lipsească dintr-un sistem medical de bază. Este disponibil sub formă de medicament generic. 

## Utilizări medicale
În forma injectabilă, fentanil este indicat:
- în anestezia generală sau regională pentru suplimentarea analgeziei;
- ca medicație preanestezică în asociere cu droperidol (neuroleptic), pentru inducția anesteziei și ca adjuvant în menținerea anesteziei generale sau regionale, ca anestezic împreună cu oxigenul, la pacienții cu risc mare supuși unor intervenții chirurgicale majore.

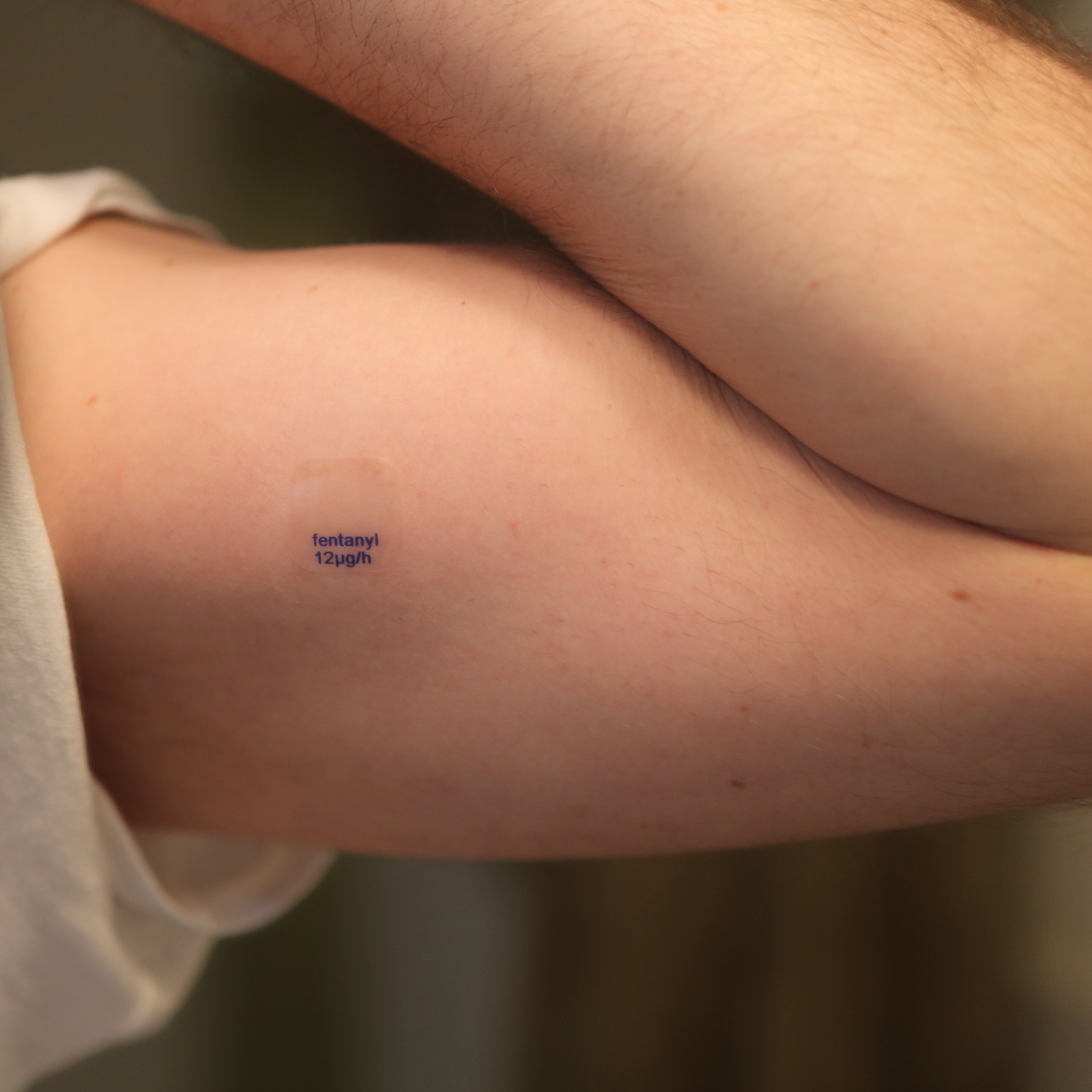
Un plasture trandermic cu fentanil care eliberează în corp 12 μg de fentanil pe oră.

Poate fi utilizat atât ca analgezic suplimentar anesteziei generale sau regionale, cât și ca anestezic unic, singur sau în diferite combinații. Fentanilul menține stabilitatea cardiacă și diminuează modificările hormonale de stres la doze mari. Durata uzuală de acțiune a efectului analgezic este de aproximativ 30 minute după o doză unică intravenoasă de până la 100 μg. Profunzimea analgeziei este dependentă de doză și poate fi ajustată în funcție de nivelul durerii produsă de procedura chirurgicală. SPC - Fentanyl TOREX[nefuncțională]

Soluțiile injectabile disponibile în România, conform Agenției Naționale a Medicamentului, sunt la concentrația de 0,05 mg/ml, fiole a 2 ml, 5 ml și 10 ml ([ANM]).
Sub formă de plasture trandermic, este recomandat în cazul durerii cronice severe, care poate fi tratată corespunzător doar cu analgezice opioide (de exemplu, în dureri neoplazice).
Nu se recomandă administrarea fentanilului la copiii de sub 3 ani.

## Farmacologie
Mecanism de acțiune
Fentanilul este un analgezic cu afinitate mare pentru receptorii opioizi de tip μ.
Proprietăți
Datorită interacțiunii cu receptorii opioizi de tip μ din corp, fentanilul are următoarele proprietăți:
- analgezie supraspinală
- blocarea transmisiei durerii
- dependență fizică

## Efecte adverse
Printre efectele secundare comune care pot apărea în urma administrării fentanilului se numără:
- somnolența
- confuzia
- diareea
- constipația
- transpirația în exces
- greața
- convulsiile

## Supradoză
Naloxona poate anula parțial sau în totalitate efectele supradozei cu fentanil. Depășirea dozei recomandate duce la probleme respiratorii, comă și moarte. Doza letală este de aproximativ 2-3 mg pentru cele mai multe persoane.

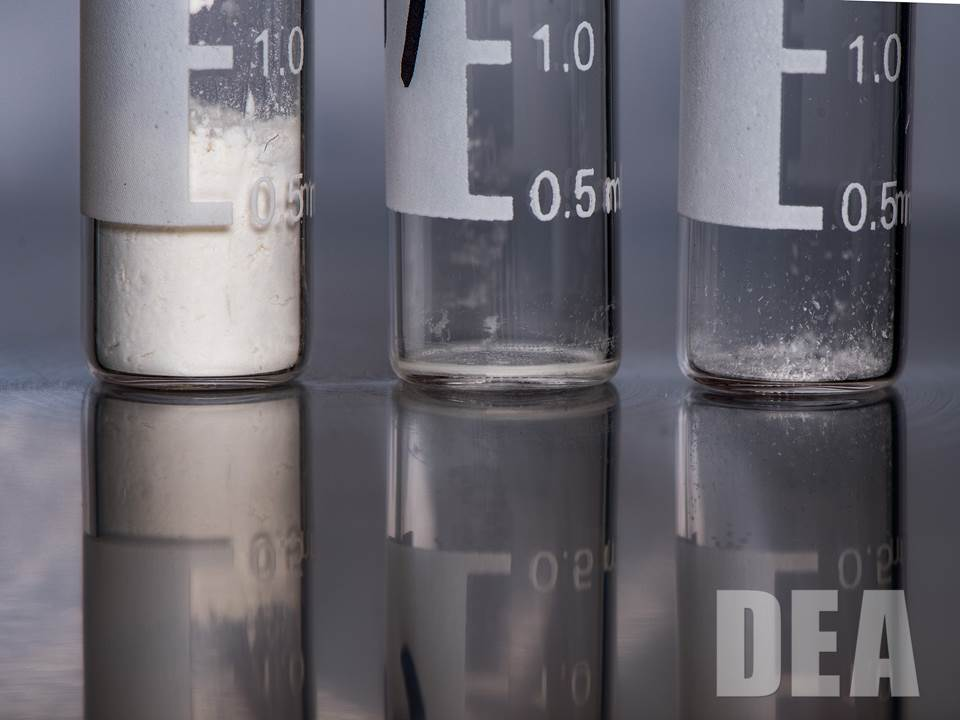
Comparație aproximativă a dozelor letale de heroină (stânga), carfentanil (mijloc) și fentanil (dreapta).

Pentru evitarea apariției decesului în urma asocierii fentanilului cu alte medicamente, ANDMR recomandă evitarea administrării benzodiazepinelor sau a altor opioide în timpul tratamentului cu fentanil, deoarece acest lucru poate duce la deprimare respiratorie. De asemenea, alcoolul crește riscul de supradoză.

## Statut legal
În România, fentanilul se află pe lista medicamentelor eliberate cu prescriptie medicala speciala (stupefiante si psihotrope). Consumul recreațional de fentanil este reglementat de Legea nr. 143 din 26 iulie 2000 privind combaterea traficului și consumului ilicit de droguri, substanța fiind clasată în Tabelul II - droguri de mare risc.

## Istoric
Fentanilul a fost sintetizat pentru prima oară de Dr. Paul Janssen, fondatorul companiei Janssen Pharmaceutica, în 1960. Începând cu 1980, Alza Corporation, o companie din nordul Californiei a început procesul pentru crearea plasturilor trandermici cu fentanil. În 1990, FDA și autoritățile europene au aprobat punerea pe piață a fentanilului în această formă pentru tratarea durerilor severe.